# Delphos (Iowa)
Delphos é uma cidade localizada no estado americano de Iowa, no Condado de Ringgold.

## Demografia
Segundo o censo americano de 2000, a sua população era de 25 habitantes.
Em 2006, foi estimada uma população de 27, um aumento de 2 (8.0%).

## Geografia
De acordo com o United States Census Bureau tem uma área de
0,6 km², dos quais 0,6 km² cobertos por terra e 0,0 km² cobertos por água.

## Localidades na vizinhança
O diagrama seguinte representa as localidades num raio de 16 km ao redor de Delphos.